# Aspidiotus phormii
Aspidiotus phormii är en insektsart som beskrevs av Victor Antoine Signoret 1869. Aspidiotus phormii ingår i släktet Aspidiotus och familjen pansarsköldlöss.
Artens utbredningsområde är Frankrike. Inga underarter finns listade i Catalogue of Life.